# Trałowce typu Agile
Trałowce typu Agile – typ pięciu amerykańskich trałowców oceanicznych, zbudowanych dla US Navy w połowie lat 50. XX wieku. Okręty wycofano ze służby w latach 1972-1982.

## Okręty
Okręty typu Agile nosiły początkowo oznaczenia AM (wspólne dla wszystkich trałowców), zmienione 5-7 lutego 1955 roku na MSO (Minesweeper, Ocean). Jednostki o numerach od MSO-428 do MSO-431 bywają także określane mianem typu Dash.
- USS „Agile” (MSO-421)
- USS „Dash” (MSO-428)
- USS „Detector” (MSO-429)
- USS „Direct” (MSO-430)
- USS „Dominant” (MSO-431)

Do typu Agile zalicza się czasem także jednostki typów Aggressive (53 okręty), Acme (4) oraz Ability (3). Wiele zbliżonych konstrukcyjnie okrętów zbudowanych zostało dla marynarek wojennych państw NATO (Belgia, Francja, Holandia, Norwegia, Portugalia, Wielka Brytania, Włochy).